# Nesterow
Nesterow (russisch Нестеров), deutsch bis 1938 Stallupönen (1938 bis 1946 Ebenrode), ist eine Stadt mit 3336 Einwohnern (Stand 1. Oktober 2021), Rajonzentrum des Rajons Nesterow im Osten der russischen Oblast Kaliningrad (Königsberger Gebiet). Die Stadt erhielt ihren heutigen Namen 1947 im Gedenken an den Obersten Stepan Kusmitsch Nesterow, der beim ersten Vorstoß der Roten Armee nach Ostpreußen am 20. Oktober 1944 bei Kassuben gefallen war.

## Lage
Die Stadt liegt im nordöstlichen Teil der historischen Region Ostpreußen, zwölf Kilometer von der russisch-litauischen Grenze entfernt und etwa 140 km östlich von Kaliningrad.

## Geschichte
Der ursprüngliche Ortsname „Stallupönen“ leitet sich von prußisch „stalas“ (aufgerichteter Stein) und „upe“ (Fluss) ab und bezeichnete eine Kultstätte am Fluss.
Als „Stallupenn“ wurde es erstmals 1539 in den Akten des Hauptamtes Insterburg erwähnt. Später wurde es zum Marktflecken erhoben. Im Jahr 1539 erhielt es eine Kirche, jedoch opferte man noch bis ins 18. Jahrhundert heimlich Böcke.
Anlässlich eines Besuches des preußischen Königs Friedrich Wilhelm I. im Jahr 1721 trug der Ort die Bitte um Verleihung des Stadtrechts vor, der am 22. Juni 1722 entsprochen wurde. In den folgenden Jahren ließ der König die Stadt durch Joachim Ludwig Schultheiß von Unfriedt um eine Neustadt erweitern. Die Neusiedler kamen aus verschiedenen Teilen Deutschlands, darunter viele Glaubensvertriebene aus dem Erzstift Salzburg. Im Juni 1812 zogen die Truppen Napoleons auf ihrem Marsch nach Russland durch Stallupönen und richteten großen Schaden an. Als nach den Befreiungskriegen 1815 eine Verwaltungsreform in Preußen durchgeführt wurde, erhielt Stallupönen den Status einer Kreisstadt für den gleichnamigen Kreis.
Im Ersten Weltkrieg kam es am 17. August 1914 zum Gefecht bei Stallupönen. Die Stadt wurde zu großen Teilen zerstört. Nach dem Abzug der Russen begann 1915 der Neuaufbau der Stadt im Stil der Heimatschutzarchitektur. Unterstützt wurde der Wiederaufbau von der Patenstadt Kassel.
Im Zuge der Umbenennung von Orten in Ostpreußen im Jahr 1938 benannte das NS-Regime Stallupönen in „Ebenrode“ um. Während des Zweiten Weltkriegs verließen im Rahmen einer Evakuierung am 16. Oktober 1944 die letzten Einwohner den Ort, der danach durch einen Luftangriff zerstört wurde.
Am 13. Januar 1945 wurde die Stadt von der Roten Armee besetzt und am 7. April 1946 als Teil der nördlichen Hälfte Ostpreußens unter sowjetische Verwaltung gestellt. Die Oblast Kaliningrad wurde in mehreren Kampagnen mit sowjetischen Familien besiedelt. Das Gebietsexekutivkomitee legte am 18. Oktober 1947 nach Genehmigung durch den Obersten Sowjet die neuen russischen Ortsnamen fest.

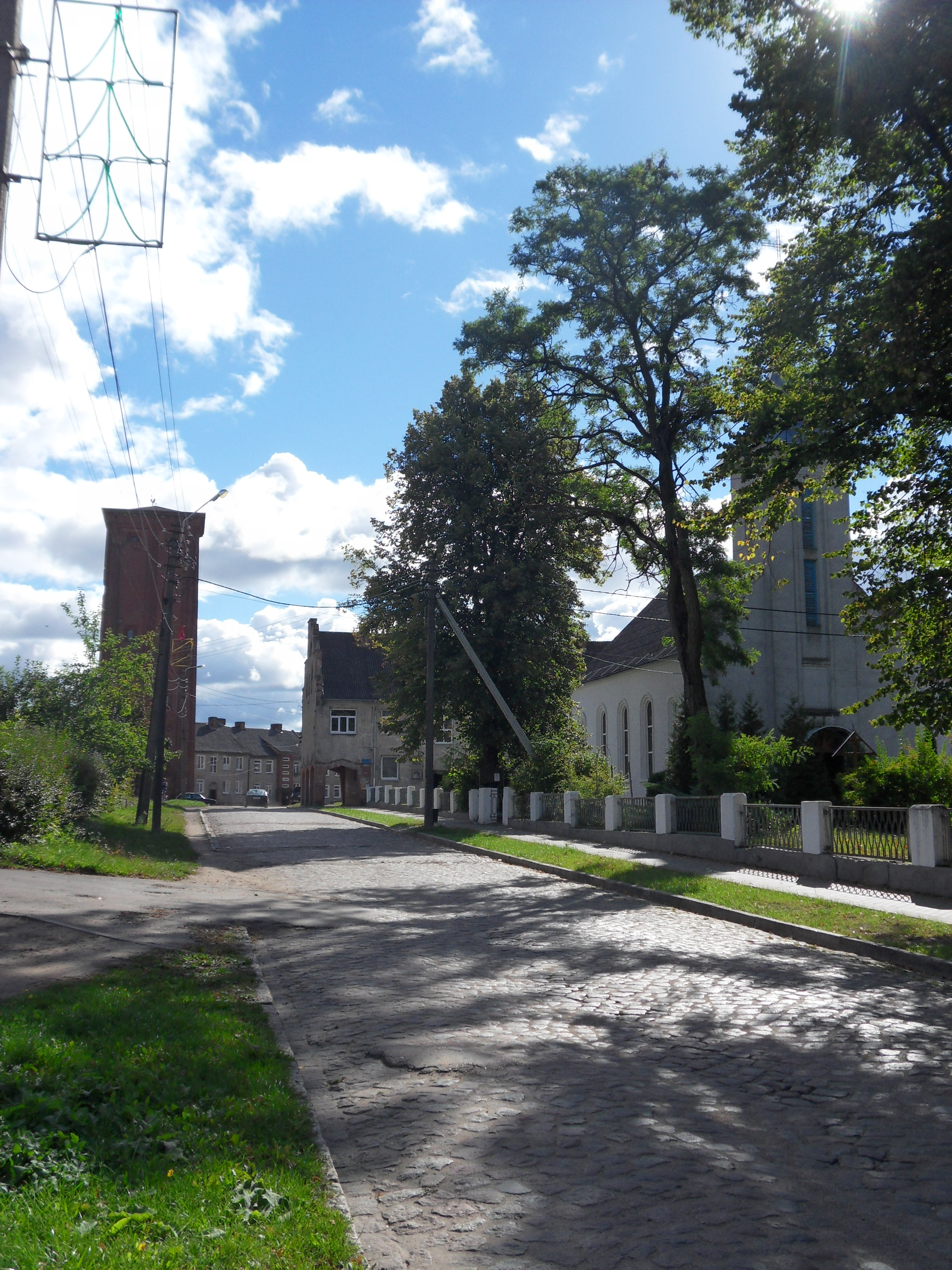
Relikte der Vorkriegszeit (2009)
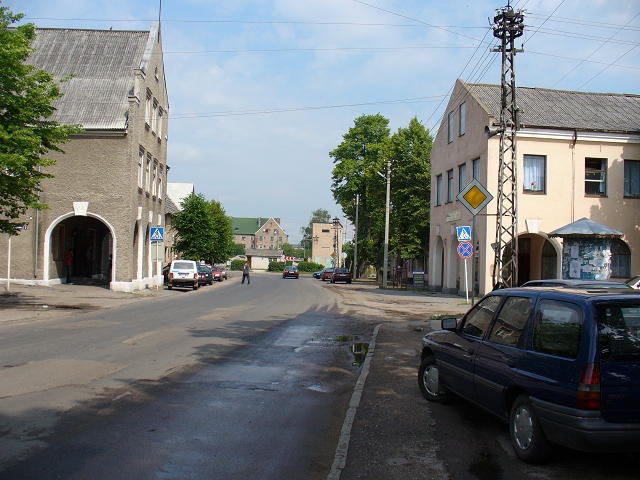
Laubenhäuser
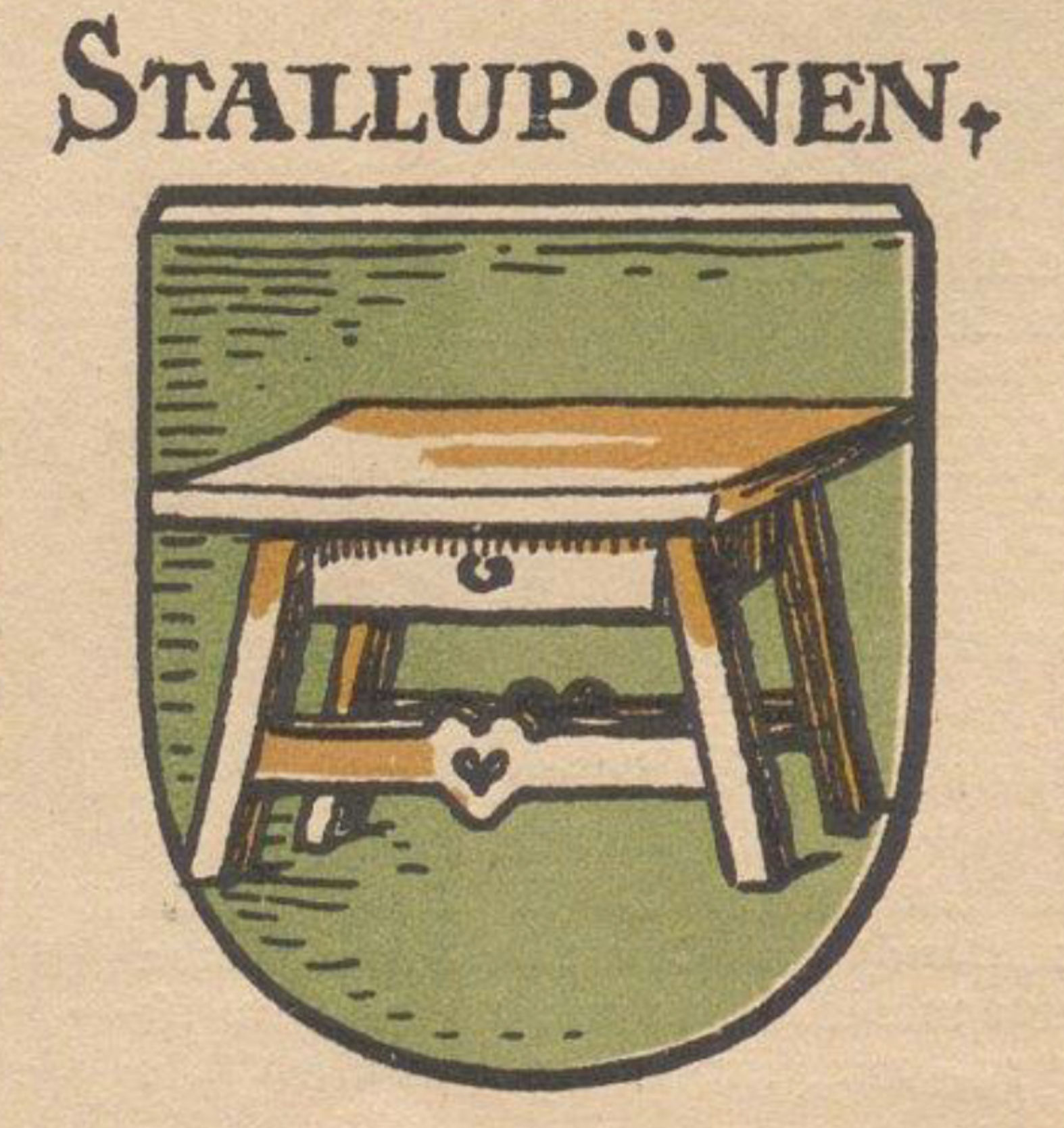
Historisches Stadtwappen

## Bevölkerungsentwicklung
| Jahr | Einwohner | Anmerkungen                                                                      |
| ---- | --------- | -------------------------------------------------------------------------------- |
| 1782 | 2.357     | ohne die Garnison (eine Schwadron Schwarze Husaren und eine Schwadron Bosniaken) |
| 1802 | 2.262     | [ 4 ]                                                                            |
| 1810 | 2.389     | [ 4 ]                                                                            |
| 1816 | 2.599     | davon 2.557 Evangelische, 30 Katholiken und 12 Juden                             |
| 1821 | 2.523     | [ 4 ]                                                                            |
| 1831 | 2.570     | [ 5 ]                                                                            |
| 1875 | 3.763     | [ 6 ]                                                                            |
| 1880 | 3.997     | [ 6 ]                                                                            |
| 1890 | 4.673     | davon 109 Katholiken und 91 Juden                                                |
| 1910 | 5.646     |                                                                                  |
| 1933 | 6.294     | [ 6 ]                                                                            |
| 1939 | 6.644     | [ 6 ]                                                                            |

| Jahr | Einwohner |
| ---- | --------- |
| 1959 | 3.205     |
| 1970 | 4.004     |
| 1979 | 4.745     |
| 1989 | 4.826     |
| 2002 | 5.049     |
| 2010 | 4.595     |
| 2021 | 3.336     |

## Ethnische Zusammensetzung
Im Jahr 2010 war die ethnische Zusammensetzung von Nesterow folgende:
| - 87,2 % Russen - 3,3 % Litauer - 3,2 % Weißrussen - 2,7 % Ukrainer - 0,8 % Deutsche | - 0,5 % Polen - 0,4 % Roma - 0,3 % Tataren - 0,3 % Tschuwaschen - 1,3 % Sonstige |

## Verkehr

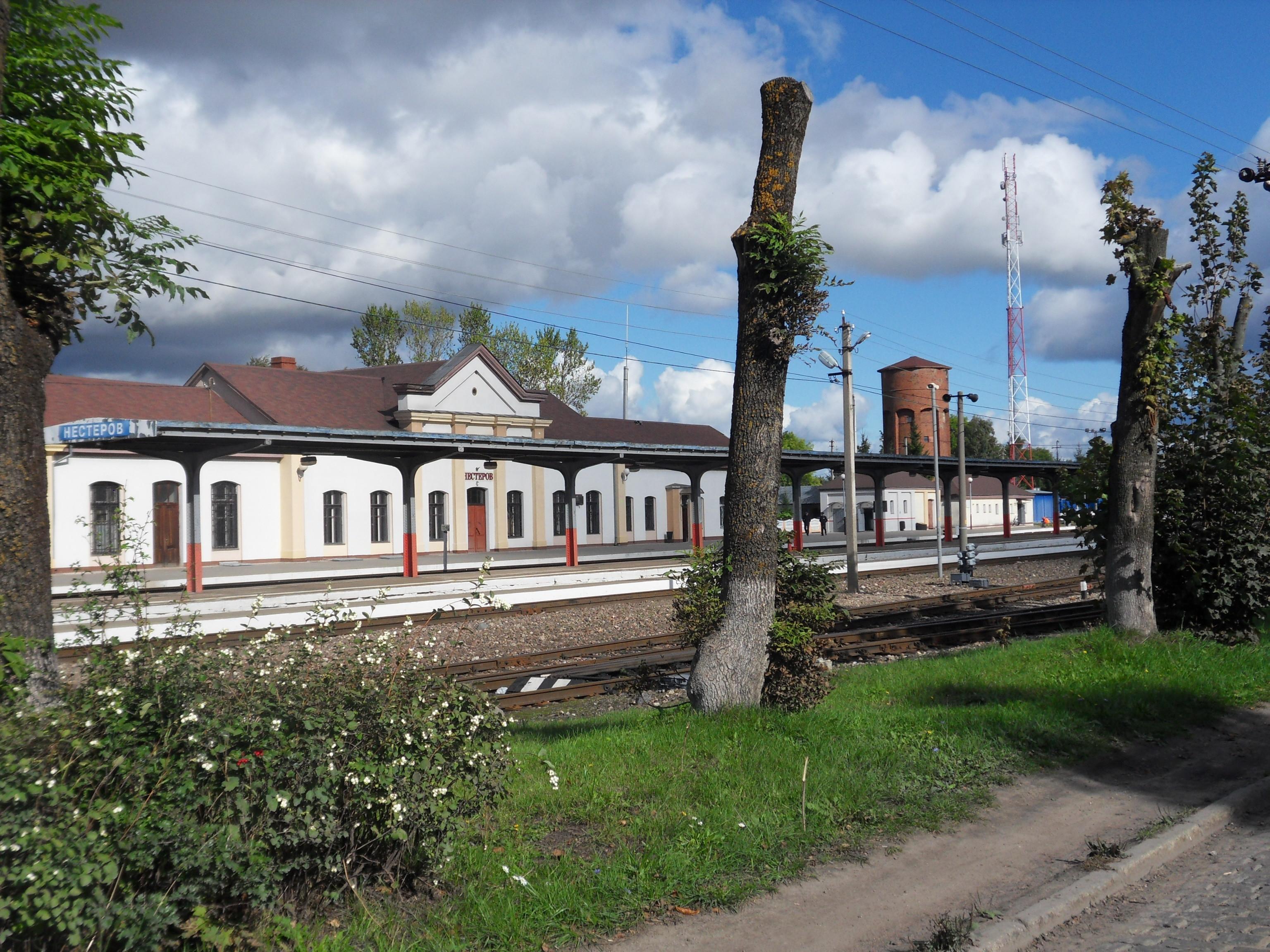
Bahnhof (2015)

Im Stadtzentrum trifft die russische Fernstraße A 229 (ehemalige deutsche Reichsstraße 1, heute auch Europastraße 28) auf die von Dobrowolsk (Pillkallen/Schloßberg) kommende Fernstraße R 510, auf eine Nebenstraße von Kutusowo (Schirwindt) und auf eine Straßenverbindung aus dem russisch-polnischen Grenzgebiet bei Saslonowo über Kalinino und Iljuschino.
Nesterow ist Grenzbahnhof der Bahnstrecke von Kaliningrad (Königsberg) über Gussew (Gumbinnen) zur Weiterfahrt nach Litauen – eines Teilstücks der ehemaligen Preußischen Ostbahn. In Nesterow zweigt in südlicher Richtung eine Nebenbahn nach Krasnolessje (Groß Rominten/Hardteck) ab, die vor 1945 bis nach Goldap führte. Eine vor 1945 in nördliche Richtung bis nach Ragnit und Tilsit führende Bahnstrecke wird nicht mehr betrieben.

## Kirche

### Evangelische Kirche

#### Kirchengebäude
Die erste evangelische Kirche entstand in Stallupönen 1585 auf einer Anhöhe. Sie wurde 1726 durch einen Nachfolgebau ersetzt. Nach Kriegsbeschädigungen riss man das Gotteshaus in den 1950er Jahren ab.

#### Kirchengemeinde
Stallupönen gehörte bis 1586 zum Kirchspiel Pillupönen (1938–1946 Schloßbach, russisch: Newskoje) und wurde dann verselbständigt. Bis 1725 war die Gemeinde in die Inspektion Insterburg (Tschernjachowsk) eingegliedert, danach kam sie zur Inspektion Gumbinnen (Gussew). Bis 1945 war sie dann namensgebend für den Kirchenkreis Stallupönen, zu dem sie gehörte und der im Bereich der Kirchenprovinz Ostpreußen der Evangelischen Kirche der Altpreußischen Union lag. Zunächst tat hier ein Geistlicher seinen Dienst, ab 1736 versah ein weiterer Pfarrer die Amtsgeschäfte.
In der Zeit der Sowjetunion kam das evangelisch-kirchliche Leben zum Erliegen. In den 1990er Jahren entstand eine neue Gemeinde im Nachbarort Babuschkino, die zur Propstei Kaliningrad der Evangelisch-Lutherischen Kirche Europäisches Russland (ELKER) gehört und in der die Pfarrer der Salzburger Kirche in Gussew Dienst tun.

#### Kirchenbücher
Einige Kirchenbücher aus der Zeit vor 1945 konnten gerettet werden und liegen heute im Evangelischen Zentralarchiv in Berlin-Kreuzberg: Taufen (1729–1830), Trauungen (1768–1856), Bestattungen (1725–1847) und Konfirmationen (1800–1832, 1841, 1850, 1852, 1854).

#### Pfarrer 1589–1945
Als Pfarrer waren seit der Reformation bis 1945 in Stallupönen/Ebenrode tätig:
- Johann Holstein, ab 1590
- N. Stimer, 1595–1602
- Samuel Sperber, 1603–1613
- Gregorius Wirzinski, 1613–1640
- Martin Schultz, 1640–1650
- Johann Heinrich Leopoldi, 1650–1662
- Cyprian Czudnochowius, 1651–1686
- Johann Wolfgang Musculus, 1686–1725
- Albrecht Piascowius, 1712–1717
- Christian Guleke, 1717–1748
- Johann Friedrich Breuer, 1736–1769
- Johann Heinrich Kunzmann, 1749–1775
- Gottlieb Westphal, 1769–1788
- Gottlieb Funck, 1775–1781
- Carl Gottlieb Steinberg, 1781–1797
- Johann Christoph Prellwitz, 1786–1788
- Johann Immanuel Groschke, 1789–1801
- Christoph Andreas Sachs, 1796–1813
- Christian F. Unverdorben, 1803–1808
- Johann Wilhelm Kopp, 1808–1813
- Friedrich Wilhelm Rauschning, 1813–1817
- Johann Wilhelm Kopp, 1813–1823
- Johann Carl Prellwitz, 1817–1827
- Benjamin Lebrecht Hinz, 1824–1831
- Carl Eduard Torno, 1827–1833
- Friedrich Ferdinand Schultz, ab 1831
- Johann Ferdinand Runau, 1833–1844
- Otto Julius C. Hinz, 1845–1860
- Eduard Theodor Hch. Küsel, 1869–1871
- Ludwig (Johann) Johannesson, 1860–1885[8]
- Franz Otto L. Pensky, 1871–1879
- Sylvester Suszczynski, 1881–1883
- Franz Moritz Ziehe, 1884–1885
- Johann Gustav Theodor Glodkowski, 1885–1907
- Friedrich Otto Rosinski, 1888–1889
- Friedrich Karl Moßeik, 1889–1919
- Ernst Georg Gustav Liedtke, 1908–1919
- Herbert Herrgesell, 1919–1934
- Traugott Otto G. Getzuhn, 1920–1934
- Max Michalik, 1934–1937
- Karl Woronowicz, 1935–1945
- Wilhelm Rugullis, bis 1941
- Oskar Anton, 1942–1945

#### Kirchenkreis

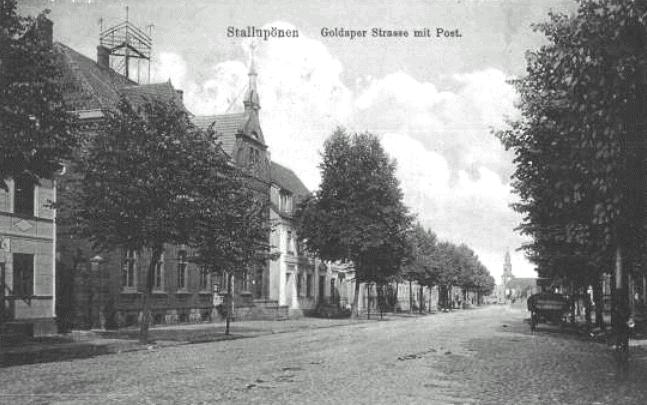
Stallupönen um 1900

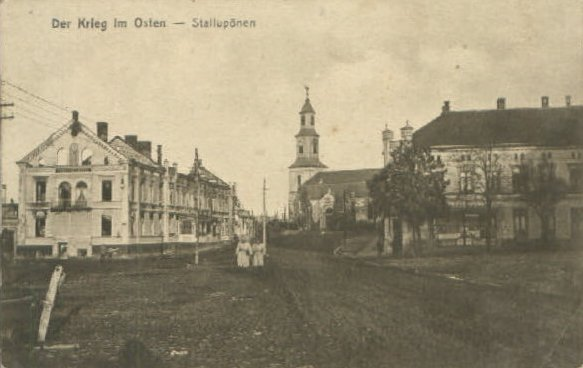
Stallupönen im Kriegsjahr 1915, im Hintergrund die evangelische Kirche

Das Stallupöner Gebiet war bis in das 16. Jahrhundert hinein nicht besiedelt und bildete so einen Schutzwall gegen feindlichen Einfall von Osten. Vertraglich wurde die Grenze zwischen dem Deutschen Orden und Litauen zwar 1422 festgelegt, doch erst unter Herzog Albrecht von Preußen (1525–1568), Ordenshochmeister, erfolgte die Besiedelung. Die Reformation wurde eingeführt, wobei gleichzeitig durch Urbarmachung Bauernstellen entstanden, die zu Kirchspielen zusammengelegt wurden, in deren Mittelpunkt Kirchen gebaut wurden.
Die erste urkundlich bekannte Siedlung war Kattow (= Kattenau, russisch: Sawety). Das Dorf Stallupönen entstand erst im Jahre 1525. Die Predigtsprache war wie die Umgangssprache Litauisch, die Amtssprache Mitteldeutsch.
Die ersten Kirchen des späteren Kirchenkreises Stallupönen entstanden in der zweiten Hälfte des 16. Jahrhunderts: in Pillupönen (1938–1946 Schloßbach, russisch: Newskoje) 1557, in Kattenau (Sawety) 1560, in Stallupönen 1585, in Enzuhnen (1938–1946 Rodebach, russisch: Tschkalowo) 1608 und in Mehlkehmen (1938–1946 Birkenmühle, russisch: Kalinino) 1692.
Ab 1685 wurden unter dem Großen Kurfürsten aus Frankreich wegen ihres evangelischen Glaubens vertriebene Hugenotten im Raum Stallupönen angesiedelt. 1731/1732 erfolgte die Einwanderung von evangelischen Salzburgern, die ebenfalls aus Glaubensgründen ihre Heimat verlassen mussten. In dieser Zeit und später entstanden weitere Kirchen: in Bilderweitschen (1938–1946 Bilderweiten, russisch: Lugowoje) 1718, in Göritten (Puschkino) 1725, in Soginten (Swirskoje) im Kirchspiel Enzuhnen 1772, in Eydtkuhnen (1938–1946 Eydtkau, russisch: Tschernyschewskoje) 1876 und in Kassuben (Iljinskoje) 1901.
Im Oktober 1944 war das Gebiet des seit 1938 Ebenrode genannten Kirchenkreises Frontgebiet. Durch Kriegseinwirkung stark beschädigt und teilweise ausgebrannt waren die Kirchen in Enzuhnen, Eydtkuhnen und Kassuben, weniger beschädigt die in Stallupönen und Göritten. Vollkommen erhalten waren die Kirchen in Pillupönen, Kattenau und in Bilderweitschen (hier auch, wie in Stallupönen, die katholische Kirche). Keine Angabe gibt es über die Kirche in Soginten.
Die Kirchen wurden zu Sowjetzeiten zweckentfremdet, verfielen oder wurden abgerissen. Die einzige Kirche im Stallupöner Kreis, die heute noch erhalten ist und kirchlich genutzt wird, ist die katholische Kirche in Stallupönen, jetzt orthodoxes Gotteshaus. Die Pillupöner Kirche ist zwar erhalten und wieder hergerichtet, wird jedoch als Museum fremdgenutzt. Von der Eydtkuhner Kirche gibt es nur noch Ruinenreste.
Kam das kirchliche Leben zu Sowjetzeiten im Stallupöner Kirchenkreis auch zum Erliegen, so entstanden in den 1990er Jahren in seinem Gebiet vier neue evangelische Gemeinden: in Babuschkino, in Jasnaja Poljana, in Kalinino und in Newskoje. Sie gehören zur Propstei Kaliningrad in der Evangelisch-Lutherischen Kirche Europäisches Russland (ELKER) und werden von den Geistlichen der Salzburger Kirche in Gussew betreut.

#### Kirchspiel Stallupönen
Zum Kirchspiel Stallupönen gehörten um 1890 folgende Ortschaften:
| Name               | Bemerkungen                                                                         | Name           | Bemerkungen                                                                              |
| ------------------ | ----------------------------------------------------------------------------------- | -------------- | ---------------------------------------------------------------------------------------- |
| Abracken           | 1895 zum neu gegründeten Kirchspiel Groß Warningken, 1937 nach Szillen eingemeindet | Mehlschucken   |                                                                                          |
| Amalienhof         | Gutsbezirk, 1928 in die Gemeinde Paballen eingegliedert                             | Paballen       |                                                                                          |
| Bareischkehmen     | Schulort                                                                            | Packern        |                                                                                          |
| Deeden             |                                                                                     | Patilszen      |                                                                                          |
| Doblendszen        |                                                                                     | Peschicken     | Schulort                                                                                 |
| Drusken            |                                                                                     | Peterlauken    | 1895 zum neu gegründeten Kirchspiel Groß Warningken, 1937 nach Szillen eingemeindet      |
| Enskehmen          | Schulort                                                                            | Petrikatschen  |                                                                                          |
| Groß Wannagupchen  | Schulort                                                                            | Plicken        | 1938 nach Bareischkehmen eingemeindet                                                    |
| Grünhof (Ostpr.)   |                                                                                     | Raudohnen      |                                                                                          |
| Hopfenbruch        | 1896 nach Paballen eingegliedert                                                    | Ribben         |                                                                                          |
| Kerrin             | Gutsbezirk, 1928 in die Gemeinde Enskehmen eingegliedert                            | Schöckstupönen |                                                                                          |
| Kischen            |                                                                                     | Skarullen      | 1939 nach Uszballen eingemeindet                                                         |
| Klein Wannagupchen |                                                                                     | Stallupönen    |                                                                                          |
| Kögsten            |                                                                                     | Szillen        | Schulort, 1895 zum neu gegründeten Kirchspiel Groß Warningken                            |
| Krausen            |                                                                                     | Szillehlen     |                                                                                          |
| Lawischkehmen      | Schulort                                                                            | Uszballen      |                                                                                          |
| Leibgarten         | 1938 nach Bareischkehmen eingemeindet                                               | Wagohnen       |                                                                                          |
| Lucken             |                                                                                     | Wertimlauken   | 1895 zum neu gegründeten Kirchspiel Groß Warningken, 1937 nach Jucknischken eingemeindet |
| Lukoschen          | 1937 nach Lucken eingemeindet                                                       | Wilpischen     | Schulort                                                                                 |
| Mallißen           |                                                                                     |                |                                                                                          |

In der zitierten Auflistung wird weiter Klein Degesen genannt, das aber auch dem Kirchspiel Bilderweitschen zugeordnet ist.

### Katholische Kirche
Die einstige katholische Kirche wurde im Jahre 1927 errichtet. Sie gehörte bis 1945 zum Bistum Ermland und überstand den Krieg, diente aber lange Zeit als Haus der Pioniere und wurde 1993 der russisch-orthodoxen Kirche übergeben.

### Orthodoxe Kirche

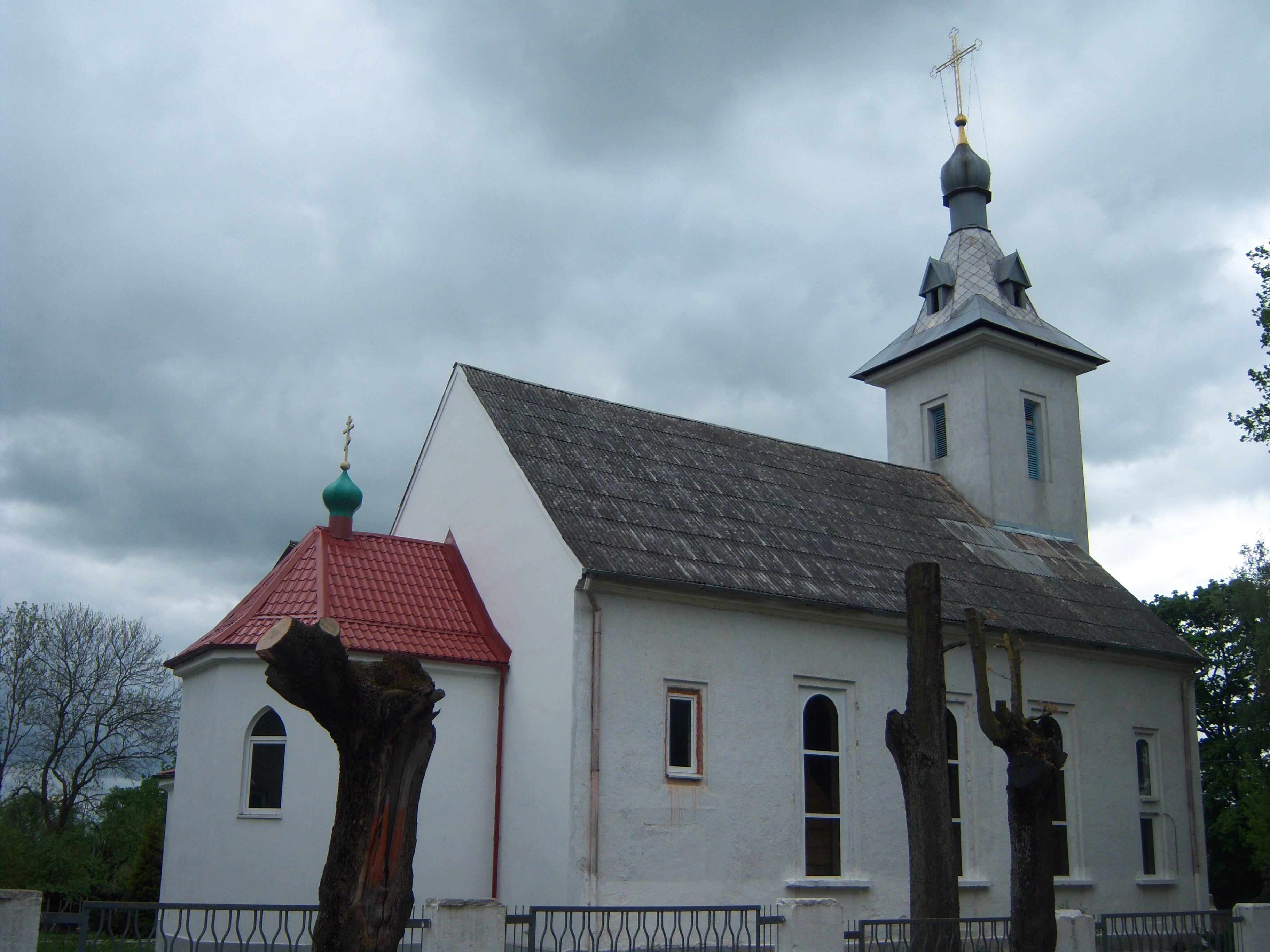
Russisch-orthodoxe Heilig-Geist-Kirche

Seit 1993 gehört die ehemalige katholische Kirche der russisch-orthodoxen Kirche, die sie als Gotteshaus benutzt. Das Gebiet der Oblast Kaliningrad ist in die Diözese Kaliningrad und Baltijsk eingegliedert.

## Sport
Am 18. Mai 2013 wurde in Nesterow das moderne Sport- und Gesundheitszentrum Salut eröffnet. Dort werden Kurse in Volleyball, Basketball, Gymnastik, Tennis und Kampfsport angeboten.

## Persönlichkeiten

### Söhne und Töchter der Stadt
- Georg Friedrich Bunge (1722–1792), Apotheker und Gründer der Deutschen Evangelisch-Lutherischen Gemeinde in Kiew
- Georg Friedrich von Kall (1781–1813), Offizier
- Friedrich Dulk (1788–1851), Chemiker und Pharmakologe, schrieb den Kommentar zur Preußischen Pharmakopöe
- Leopold von Orlich (1804–1860), Schriftsteller und Offizier
- Friedrich Bielitz (1813–1877), Landrat in Lötzen
- Max Dingler (1872–1945), Jurist und Leiter des Landesfinanzamtes Würzburg
- Carl Burchard (1884–1955), deutscher Jurist und Landrat
- Ottomar Krupski (1893–1937), deutscher Leichtathlet und Kanute
- Alexander von Normann (1893–1983), Jurist
- Bruno Kiesler (1925–2011), Politiker (SED)
- Sigrid Dittrich (* 1930), Journalistin und Autorin
- Lothar Lechleiter (* 1942), als „Black“ Teil des Duos Schobert & Black[11]
- Klaus Theweleit (* 1942), deutscher Literaturwissenschaftler, Kulturtheoretiker und Philosoph

### Mit der Stadt verbunden
- Ulrich Woronowicz (1928–2011), evangelischer Theologe und Buchautor, besuchte von 1935 bis 1944 Volksschule und Gymnasium in Stallupönen/Ebenrode.
- Max Gulbins (1862–1932), Organist, Komponist und Kantor, Musikdirektor 1888–1896